# Kennewick
Kennewick is een plaats (city) in de Amerikaanse staat Washington, en valt bestuurlijk gezien onder Benton County.

## Demografie
Bij de volkstelling in 2000 werd het aantal inwoners vastgesteld op 54.693.
In 2006 is het aantal inwoners door het United States Census Bureau geschat op 62.276, een stijging van 7583 (13.9%).

## Geografie
Volgens het United States Census Bureau beslaat de plaats een oppervlakte van
63,0 km², waarvan 59,4 km² land en 3,6 km² water. Kennewick ligt op ongeveer 120 m boven zeeniveau.

## Plaatsen in de nabije omgeving
De onderstaande figuur toont nabijgelegen plaatsen in een straal van 16 km rond Kennewick.